# Jean-Luc Germani
Jean-Luc Germani, surnommé « Lizarazu »,, est un membre du grand banditisme corse qui entretiendrait des liens avec le gang de la Brise de Mer, né à Bastia en 1965. Il est le frère Sandra Germani, qui fut le mari de Richard Casanova.

## Biographie

### Parcours
Il tisse très tôt des liens avec les Bergers braqueurs de Venzolasca dont les chef (les frères Federici) sont des amis d'enfance . Ils aurait commis leur premier braquages ensembles en 1995.
En 1997, il sera soupçonner par les autorités d'avoir participé à l’attaque d’un fourgon blindé à Saint-Laurent-du-Var. Le 7 mars 2003 il est également soupçonné d'avoir participer à l'évasion de Joseph Menconi du Centre pénitentiaire de Borgo.
En 2005, il est présenté par un rapport de la police sur l'assassinat Francis le Belge comme étant un associée de Farid Berrahma dans une affaire de machine à sous.

### Guerre de succession
Le 23 avril 2008 son beau-frère Richard Casanova est assassiné à Porto-Vecchio, à la suite de cela se sentent menacé il s'équipe d'une BMW X5 "blindée" et fait déménagé sa compagne et ses enfants. En conséquence, Germani se revendiquant héritier de Casanova, il se lance dans une vengeance ,.
Pour mener cette vengeance il forme une équipe clandestine avec Stéphane Luciani, Antoine Quilichini, Jean‑Luc Codaccioni, etc., qui serait impliqués dans des repérages et déplacements secrets, démontrant l’organisation de la vengeance, de plus Germani s’appuie sur une "téléphonie de guerre", réseaux cryptés pour coordonner les actions.
Ainsi, le 16 juin 2008 Jean-Claude Colonna est assassiné à Pietrosella. Dans cette affaire Jean-Luc Germani sera reconnue coupable pour association de malfaiteurs en vue de commettre un assassinat et écopera de 6 ans de prison, et d'un non-lieu sera retenu pour le chef d'accusation d'assassinat.
Le 19 janvier 2011, Germani, accompagné d'une dizaine d'hommes dont Antoine Quilichini (« Tony le boucher ») et Stéphane Luciani, a investi violemment le cercle de jeu Wagram situé avenue de Wagram à Paris. Ils ont chassé l’équipe en place, issue du clan Guazzelli.

### Cavale (2011-2014)
En juin 2011, en pleine enquête sur une affaire liée au cercle de jeu Wagram à Paris, Germani échappe à la police en se réfugiant dans un camping-car avec Stéphane Luciani, son homme de main, dans la région de San Giuliano, muni de faux papiers, fusils de chasse, explosifs artisanaux, etc. 
Le 29 juin 2011, trois gendarmes contrôlent le véhicule. Germani et Luciani se présentent comme un couple gay en vacances. Germani sort soudain, traverse un vignoble et braque un militaire avec un viseur laser, qui les abandonne de peur plus que par conviction. Il s’agit d’un “coup de poker” qui lui permet de relancer sa fuite.
Durant plus de trois ans, Germani échappe à toutes les surveillances. Il voyage entre Corse, France continentale, Espagne et Sardaigne, changeant fréquemment d’apparence et logeant chez des proches pour rester discret.
Il reçoit l’aide d’un réseau familial ou amical corse, notamment la compagne de Jean-Charles Flori l'héberge chez elle à Puteaux, de plus les comptes bancaires de Jean‑Charles Flori, encaissent des dépôts suspects, lui permettant d’acquérir une Audi A5 qui est garée sur le parking de cette appartement à Puteaux. Il aurait également résider dans le Domaine de Murtoli de Sartène (Corse-du-Sud) dont Paul Canarelli est le propriétaire.
Le 27 novembre 2014, Jean‑Luc Germani est finalement arrêté près de La Défense (Hauts‑de‑Seine) par la police judiciaire parisienne.

### Condamnations
- Juin 2005, Il est condamné à 4 ans de prison pour détention d’armes et participation à un réseau d’association de malfaiteurs[12].

- 16 octobre 2014 (jugement par défaut) puis 18 juin 2015 (confirmé en appel), Il est condamné initialement en 2014 par défaut, puis en appel en juin 2015 à 6 ans de prison ferme et 100 000 € d’amende pour extorsion de fonds et association de malfaiteurs[13].

- Février 2016, Il est condamné à 6 ans de prison pour avoir organisé, en bande organisée, le projet de meurtre de Jean‑Claude Colonna[14].

- 23 juin 2017, il est condamné à 4 ans de prison pour violences volontaires, détention de faux papiers, explosifs artisanaux, et fusils de chasse[14].

- 22 janvier 2018, Il est condamné à 18 mois de prison par le tribunal de Marseille pour escroquerie organisée, recel d’abus de biens sociaux, et blanchiment d’argent en lien avec l’enquête sur le meurtre de Richard Casanova[15].

- 26 septembre 2024, Il est condamné à 30 mois de prison par le tribunal correctionnel de Paris pour sa cavale de 2011 à 2014. Finalement suite à une confusion des peines prévu par le code de procédure pénale, cette condamnation n’entraînera pas de nouvelle incarcération[16].